# Sodna medicina
Sodna medicina je interdisciplinarna veja medicine in sodne stroke, ki deluje na področju ugotavljanja vzroka, načina in okoliščin smrti, kadar mrliški preglednik ob pregledu trupla ugotovi, da je vzrok smrti nasilen.
Zdravnik-specialist, ki deluja na tem področju, se imenuje specialist sodne medicine.
Najbolj pogoste oblike sodnomedicinske dejavnosti so:
- sodnomedicinska pomoč pri ogledih krajev kaznivih dejanj
- obdukcija
- toksikologija
- hematologija
- pregled živih oseb (za odkrivanje sledi kaznivih dejanj, telesni pregled, ...)